# Havelock (Québec)
Pour les articles homonymes, voir Havelock.
Havelock est une municipalité de canton située Le Haut-Saint-Laurent, en Montérégie, au Québec (Canada),.

## Histoire
Le toponyme de la municipalité rappelle le général britannique Henry Havelock (1795-1857) qui combattit durant la guerre de Crimée (1854-1855) et qui s'est illustré en Inde lors de la révolte des Cipayes (1857). Le canton d'Havelock est proclamé en 1858 et la municipalité est constituée en 1863. Les catholiques d'Havelock, peu nombreux depuis toujours, peuvent assister à la messe à la paroisse de Saint-Romain d'Hemmingford.

## Géographie
De forme plutôt irrégulière la municipalité est situé sur la frontière canado-américaine. La rivière aux Anglais en traverse le nord-est en coulant vers le nord-ouest. La Covey Hill constitue une avancée des monts Adirondacks. Les pentes de la Covey Hill sont recouvertes de till formant des blocs rocheux et sablonneux, peu propices à la culture.

## Démographie
En 2021, la population de Havelock s'élevait à 756 habitants. Elle connaît une hausse de 16 personnes ( 2.2 %), entre 2016 et 2021. La densité brute de la population est de 8,5 habitants/km2 pour l'ensemble de la municipalité.
| 1991 | 1996 | 2001 | 2006 | 2011 | 2016 | 2021 |
| ---- | ---- | ---- | ---- | ---- | ---- | ---- |
| 738  | 811  | 794  | 761  | 756  | 740  | 756  |

Langue maternelle (2021)
| Langue              | Nombre | Part (%) |
| ------------------- | ------ | -------- |
| Français            | 535    | 70,4 %   |
| Anglais             | 170    | 22,4 %   |
| Français et anglais | 30     | 3,9 %    |
| Autres langues      | 20     | 2,6 %    |

## Administration

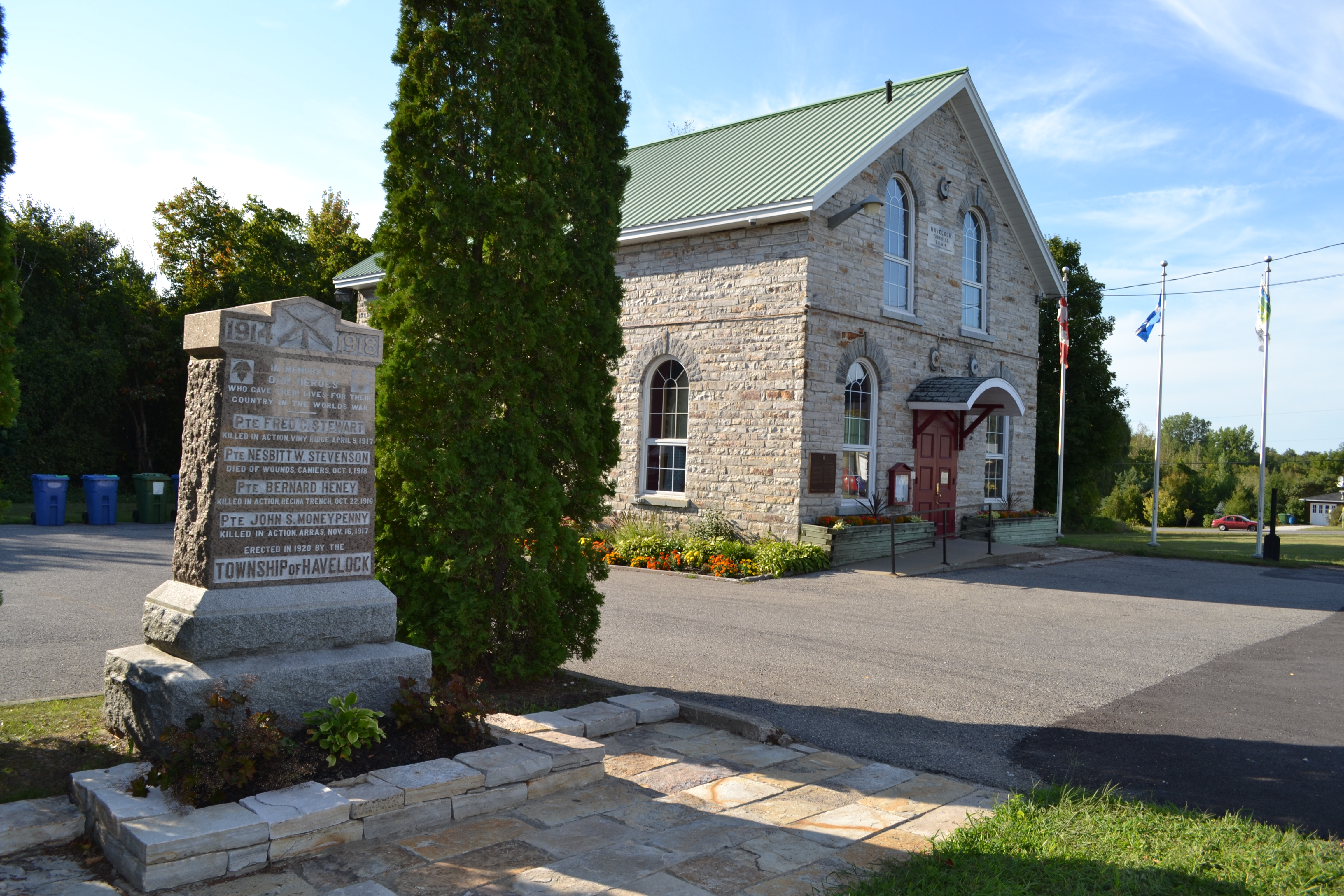
Mairie de Havelock

L'élection du conseil municipal se fait en bloc et sans division territoriale. La municipalité est rattachée à la MRC du Haut-Saint-Laurent,. À l'élection de 2013, le maire et les six conseillers sont réélus sans opposition. La population locale est représentée à l'Assemblée nationale du Québec au sein de la circonscription québécoise d'Huntingdon, et à la Chambre des communes du Canada par la circonscription fédérale de Salaberry-Suroît.
|             | 2009-2013                                                                                   | 2013-2017                                                                                   |
| Maire       | Denis Henderson                                                                             | Denis Henderson                                                                             |
| Conseillers | Michael Allen Daniel Boileau Hélène Lavallée John Lowden Dale E, Sutton Lori Sutton-Carroll | Michael Allen Daniel Boileau Hélène Lavallée John Lowden Dale E, Sutton Lori Sutton-Carroll |

| Havelock Maires depuis 2001                                                                                          |                          |                 |          |
| Élection | Maire                    | Qualité         | Résultat |
| 2001 | Jeannine Giroux-Lavallée |                 | Voir     |
| 2005 | Denis Henderson          |                 | Voir     |
| 2009 | Denis Henderson          | Voir            |          |
| 2013 | Denis Henderson          | Voir            |          |
| 2017 | Denis Henderson          | Voir            |          |
| 2021 | Stéphane Gingras         |                 | Voir     |
| sept. 2022 | Philippe Boudreau        | Maire suppléant | Voir     |
| oct. 2022 | Gregg Edward             | Maire suppléant | Voir     |
| nov. 2022 | Gerald Beaudoin          |                 | Voir     |
| Élection partielle en italique Depuis 2005, les élections sont simultanées dans toutes les municipalités québécoises |                          |                 |          |

## Urbanisme
Le canton est traversé par les routes 202 et 203. C'est à l'intersection de ces deux routes que se trouve le village d'Havelock. En plus du village, la population se regroupe dans les deux hameaux de Russeltown Flats et de Covey Hill. Le premier est nommé d'après l'un des fils du seigneur de Beauharnois. Le second se trouve au pied de la Covey Hill à l'intersection du chemin du même nom avec la route 203.

## Personnalités liées
John Gomery, ancien juge, y a habité pendant 30 ans, jusqu'à son décès,.